# 1979 v letectví
Tento článek obsahuje seznam událostí souvisejících s letectvím, které proběhly roku 1979.

## Události

### Únor
- 26. února – Po 26 letech končí výroba letounů A-4 Skyhawk dodáním 2690. kusu United States Marine Corps.

### Červen
- 12. června – S lidskou silou poháněným letadlem Gossamer Albatross byl uskutečněn přelet kanálu La Manche.

### Prosinec
- 25. prosince – Transportní letouny Antonov An-12 a An-22 přivážejí první sovětské jednotky do Afghánistánu. Během prvních 24 hodin jich je už 5000. Začíná Sovětská válka v Afghánistánu.

## První lety
- MacCready Gossamer Penguin

### Únor
- 28. února – PAC Cresco

### Březen
- 5. března – Hindustan Ardhra
- 9. března – Dassault Mirage 4000
- 22. března – CP-140 Aurora

### Duben
- 10. dubna – Westland WG.30, G-BGHF
- 19. dubna – Learjet 55

### Květen
- 18. května – Piper PA-42 Cheyenne

### Červen
- 12. června – Rutan Long-EZ, prototyp N79RA

### Červenec
- 24. července – Bell XV-15
- 27. července – Rockwell HiMAT[1]

### Srpen
- Bell 412

### Září
- Air Tractor AT-400

### Říjen
- 27. října – Panavia Tornado ADV

### Listopad
- 16. listopadu – PZL W-3 Sokół
- 30. listopadu – Piper Malibu

### Prosinec
- 12. prosince – SH-60 Seahawk, 161169
- 14. prosince – Edgley Optica, G-BGMW
- 21. prosince – NASA AD-1
- 22. prosince – Aérospatiale Epsilon